# Луговий провулок (Київ, Дарницький район)
Луговий прову́лок — провулок у Дарницькому районі м. Києва, місцевість Бортничі. Простягається від Лугової вулиці до вулиці Йоганна Вольфганга Ґете.

## Історія
Виник у середині ХХ століття, під такою ж назвою.